# Нова Британија
Нова Британија (ток писин: Niu Briten, енгл. New Britain, бивша Нова Померанија Neu Pommern) је највеће острво Бизмарковог архипелага. Припада Папуа Новој Гвинеји, и одвојено је од острва Нова Гвинеја Дампијеровим пролазом.
Дуго је око 600 километра, широко 80 километра, и има површину од 35.145 километра квадратних, што га чини тридесетосмим острвом по величини на свету. Острво има пет активних вулкана и шеснаест који су угашени или успавани. Највиши врх острва има 1438 метра надморске висине. Нова Британија је подељена на две провинције: Источна Нова Британија чији центар је Кокопо, и Западна Нова Британија чији центар је Кимбе. 
Вилијам Дампијер, енглески истраживач је први европљанин који је посетио Нову Британију 27. фебруара 1700. године и дао јој је име Нова Британија. У новембру 1884. године Немачка је прогласила свој протекторат над Новом Британијом и променила име острва у Нова Померанија. Дана 11. септембра 1914. године на острву се одиграла једна од најранијих битака Првог светског рата, када су се Аустралијске снаге искрцале на острво. У то време Нова Померанија је чинила део Немачке Нове Гвинеје. 
На острву живи 404.873 становника (2000). Домородачко становништво Нове Британије је подељено у две групе, Папуанце који живе на острву већ десет хиљада година, и Аустронезијанце који су стигли на острво пре две хиљаде година. На острву се говори десет папуанских и око четрдесет аустронезијских језика, као и ток писин и енглески. 

## Етимологија
Све до пруског преузимања острва, звало се Нова Британија (енгл. New Britain), а затим Нова Померанија ((језик: немачки)) по пруској историјској провинцији Померанији.

## Географија
С око 520 km дужине и са ширином од 29 km до највише 146 km је највеће острво у Бизмарковом архипелагу. Највеће растојање ваздушном линијом од најисточније тачке до најзападније тачке је 477 km. Од 1966. је Нова Британија подељена на две покрајине: Западну Нову Британију и Источну Нову Британију, где је Источна Нова Британија нешто мања по броју становника, као и по економском значају од Западне Нове Британије. Северно од острва простире се Бизмарково море, а јужно Соломонско море. На северу с удаљеношћу од 74 km су Виту острва на североистоку Нова Ирска, а на западу мања острва Умбоj, Сакар и Туам, које раздваја Дампијеров пролаз. Од Нове Гвинеје раздвојена је Витиазовим пролазом широким око 100 km.
Главни град Западне Нове Британије је Кимбе с 24.000 становника. Највеће место Источне Нове Британије био је до 1994. године Рабаул а након вулканске ерупције Тавурвура, који је град затрпао вулканским пепелом, те се већи број становника преселио у Кокопо (раније Herbertshöhe и седиште немачке колонијалне управе), чиме је Кокопо постао главни град тог дела, а такође због географско заштићеног положаја, сигурности и добре инфраструктуре. Кроз острво се протеже високи планински венац с активним вулканом Улавун, који је уједно и највиши врх с 2.334 m. На полуострвуу Вилаумз налази се еколошко подручје с посебним природним одликама вулканског порекла. Највећи део острва је прекривен тропским кишним шумама.

### Територијална подела
Острво је подељено на две покрајине: Западну и Источну Нову Британију. Обе покрајине су подељене на дистрикте, а они на локалне нивое управе ((језик: енглески) LLG), који могу бити рурални и урбани. Већи градови су: Кандријан, Кимбе, Кереват, Кокопо, Помио и Рабаул.

### Клима
На острву влада тропска клима. Најтоплији месец је октобар с просечном температуром од 24 °C, а најхладнији јануар с 20 °C. У јулу је просечна количина падавина 807 mm, а у фебруару само 191 mm.

### Вулкани
На острву се налазе два вулкана: Улаван с висином од 2.334 m, Лангила (1.330 m), Сулу ланац и Тавурвур. Задња ерупција је била ерупција Тавурвура 1994. године

## Историја
У научноистраживачкој науци постоје докази о културним наслагама из доба плеистоцена откривеним у ископавањима на отвореном у близини Јомбона, који показују да је Нова Британија хиљадама година била насељена аутохтоним Папуанцима, а људска окупација датира још од 21.000. п. н. е.

### Модерна историја

#### Пре 1700
Ово острво је први пут забележено у Европи од стране истраживача сер Харпера Метјуа. Он је положио право на њега у име Енглеске круне.

#### 1700–1914
Вилијам Дампјер је постао први Британац за кога је познато да је посетио Нову Британију 27. фебруара 1700. Он је назвао острво латинским именом Nova Britannia (Нова Британија).
У 19. веку су на острво долазили китоловци из Британије, Аустралије и Америке ради хране, воде и дрвета. Први забележени брод је био Роско 1822. Последњи познати китолов је био Палмето 1881. године.
У новембру 1884, Немачка је прогласила свој протекторат над архипелагом Нове Британије; немачка колонијална администрација дала је Новој Британији и Новој Ирској имена Нојпомерн (или Неј-Померн; „Нова Померанија“) и Нојмекленбург (или Ној-Мекленбург; „Нови Мекленбург“), а цела острвска група је преименована у Бизмарков архипелаг. Нова Британија је постала део Немачке Нове Гвинеје.
Године 1909, староседелачко становништво је процењено да броји 190.000; страно становништво 773 (од чега 474 белаца). Исељеничко становништво било је практично ограничено на североисточно полуострво Газела, које је укључивало главни град Херберцхихе (сада Кокопо). Тада је 5.448 хектара (13.464 акра) претворено у плантаже, првенствено за узгој копре, памука, кафе и каучука. Западњаци су у почетку избегавали да истражују унутрашњост, верујући да су аутохтони народи ратоборни и да ће се жестоко одупирати упадима.

#### Први светски рат
Дана 11. септембра 1914. године, Нова Британија је постала поприште једне од најранијих битака Првог светског рата када су се Аустралијске поморске и војне експедиционе снаге искрцале на острво. Они су брзо савладали немачке снаге и заузели острво за време рата.

#### Између светских ратова
После Првог светског рата, у јуну 1919. потписан је Версајски уговор. Немачкој су одузети сви њени поседи ван Европе. Године 1920. Лига народа је укључила Нову Британију, заједно са бившом немачком колонијом на Новој Гвинеји, у Територију Нове Гвинеје, мандатну територију Аустралије.

#### Други светски рат
Током Другог светског рата Јапанци су напали Нову Британију убрзо након избијања непријатељстава у Тихом океану. Стратешке базе у Рабаулу и Кавијенгу (Нова Ирска) бранио је мали аустралијски одред Ларк Форс. Током јануара 1942. Јапанци су снажно бомбардовали Рабаул. Дана 23. јануара, хиљаде јапанских маринаца су се искрцале, започевши битку код Рабаула. Двеста педесет цивила је евакуисано из места у Новој Британији у марту 1942, али су други заробљени у Рабаулу када је пао. Јапанци су користили Рабаул као кључну базу до 1944. године; он је послужио као кључна тачка за неуспелу инвазију Порт Морсбија на Новој Гвинеји (од маја до новембра 1942).
На Нову Британију је извршила инвазију Прва маринска дивизија САД у области рта Глостер на самом западном крају острва, као и војници Армије САД на другим обалским тачкама. Што се тиче рта Глостер, са својим мочварама и комарцима, маринци су рекли да је био „гори од Гвадалканала“. Заузели су аеродром, али су мало постигли у погледу смањења јапанске базе у Рабаулу.
Савезнички план је укључивао заобилажење Рабаула тако што је био окружен ваздушним и поморским базама на околним острвима и самој Новој Британији. Суседно острво Нова Ирска је у потпуности заобиђено. Велики део приче са јапанске стране, посебно два самоубилачка напада Бален групе, препричана су у Шигеру Мизукијевом делу Напред ка нашим племенитим смртима. Стварни телефилм Сестре рата прича о искуствима медицинских сестара Аустралијске армије и католичких часних сестара током сукоба.

#### После 1945. године
Становништво главног града Рабаула је евакуисано као резултат вулканске активности 1994. године, која је затрпала град под дебелим слојем вулканског пепела.

## Људи и култура
Аутохтони народи Нове Британије спадају у две главне групе: Папуанци, који су насељавали острво десетинама хиљада година, и Аустронежани, који су приспели пре око три хиљаде година. Говори се око десет папуанских језика и четрдесетак аустронезијских језика, као и ток писин и енглески. Папуанска популација је углавном ограничена на источну трећину острва и неколико малих енклава у централној висоравни. У заливу Жакино, на југоистоку, живе поред плаже где се водопад обрушава директно у море.
У Новој Британији се говори и низ језика који не припадају аустронезијским (папуанским) језицима.‍:784

## Екологија
Острво је део две екорегије. Низијске кишне шуме Нове Британије и Нове Ирске простиру се од нивоа мора до 1000 метара надморске висине. Горске кишне шуме Нове Британије и Нове Ирске покривају планине Нове Британије изнад 1000 метара надморске висине.
Шуме у Новој Британији се брзо уништавају последњих година, углавном да би се очистило земљиште за плантаже уљних палми. Најтеже је погођена низијска прашума, са скоро четвртином шума испод 100 m несталих између 1989. и 2000. Ако се те стопе крчења шума наставе, процењује се да ће све шуме испод 200 m бити искрчене до 2060. године. Упркос томе, већина шумских птица у Новој Британији је и даље распрострањена и заштићена конзервационим статусом, иако се сматра да су неке врсте зависне од шума, као што је новобритански водомар, који је у опасности од изумирања ако се тренутни трендови наставе.